# Olsynium douglasii
Olsynium douglasii är en irisväxtart som först beskrevs av Albert Gottfried Dietrich, och fick sitt nu gällande namn av Eugene Pintard Bicknell. Olsynium douglasii ingår i släktet Olsynium och familjen irisväxter.

## Underarter
Arten delas in i följande underarter:
- O. d. douglasii
- O. d. inflatum

## Bildgalleri

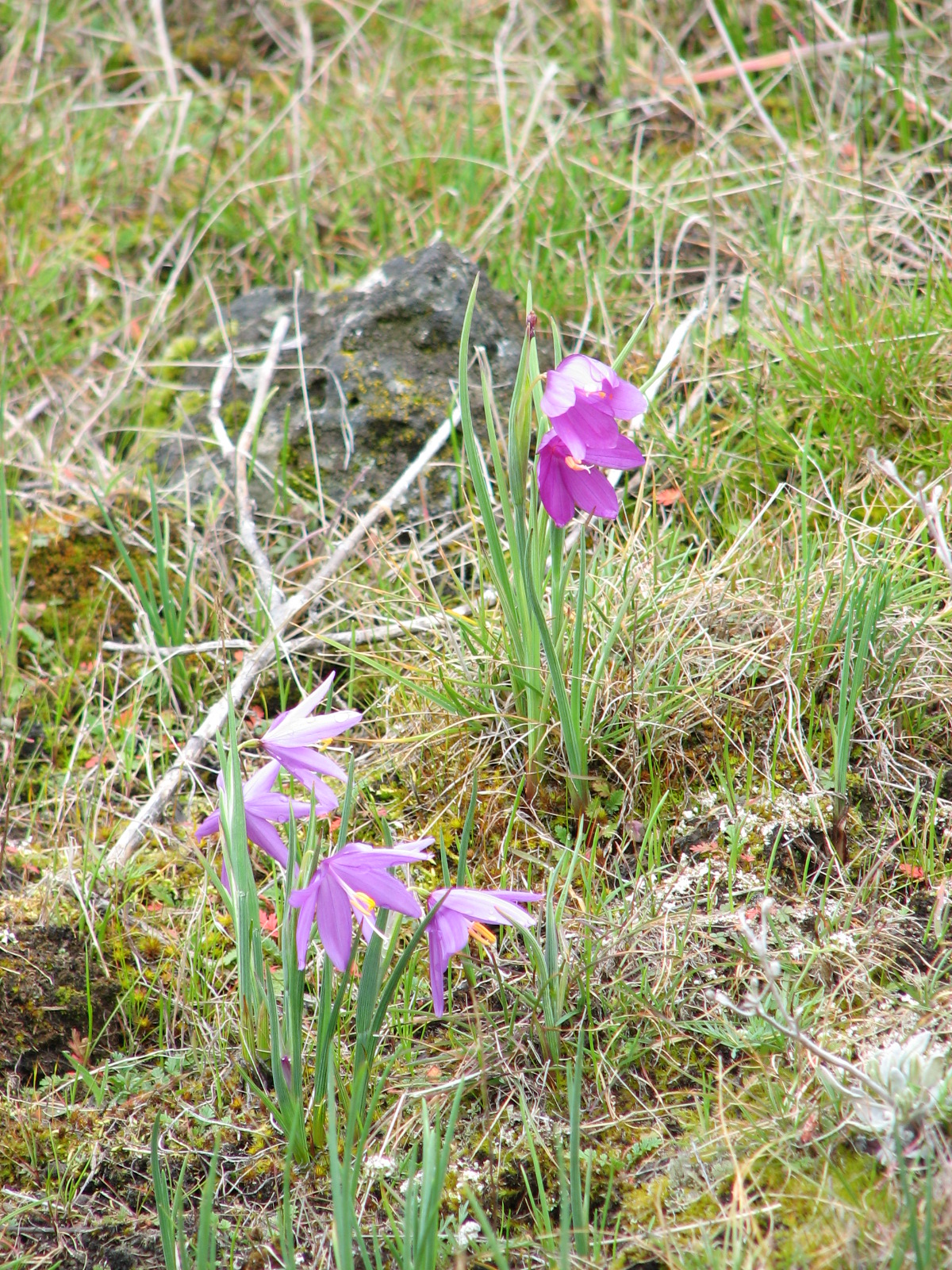
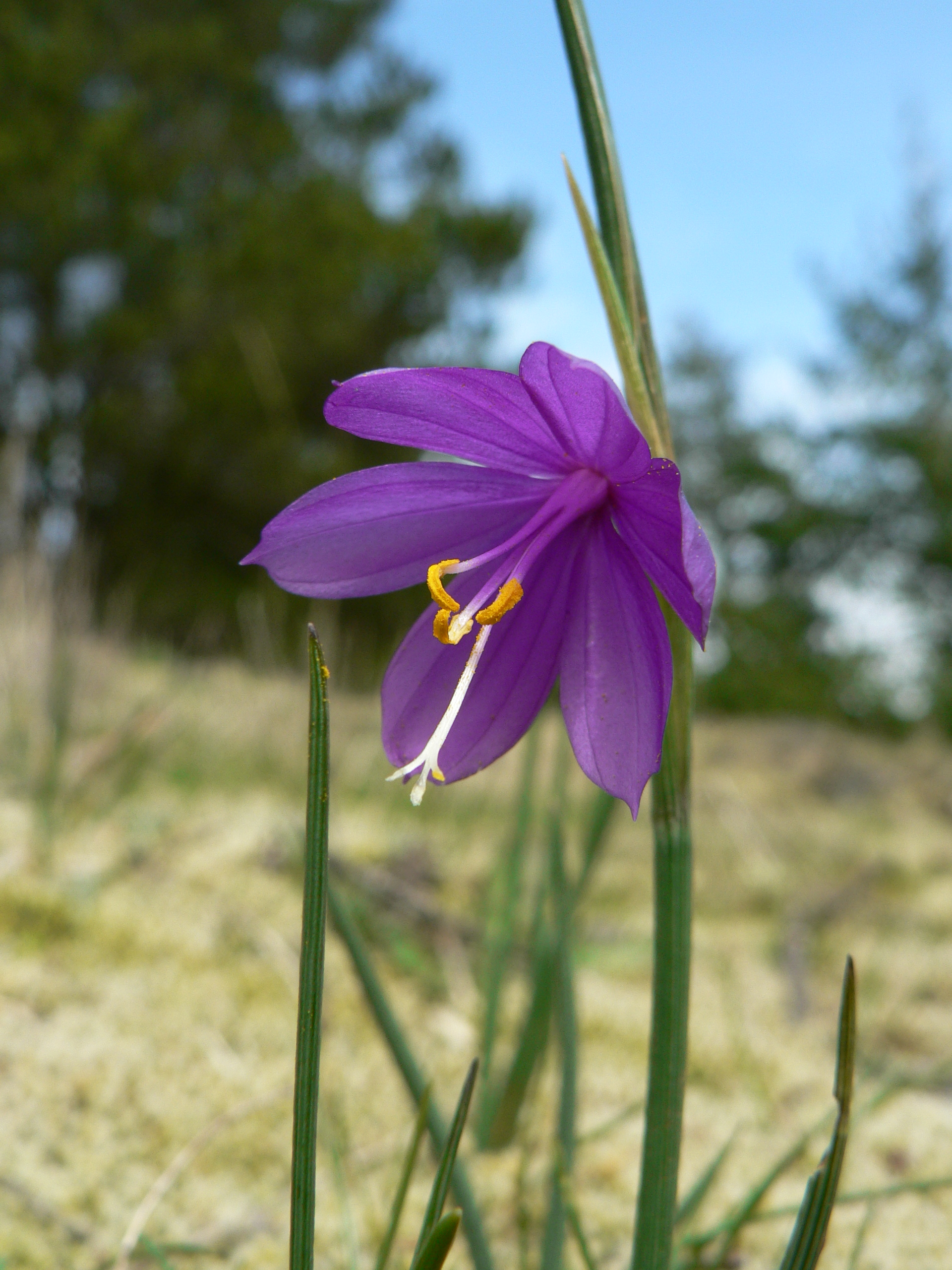
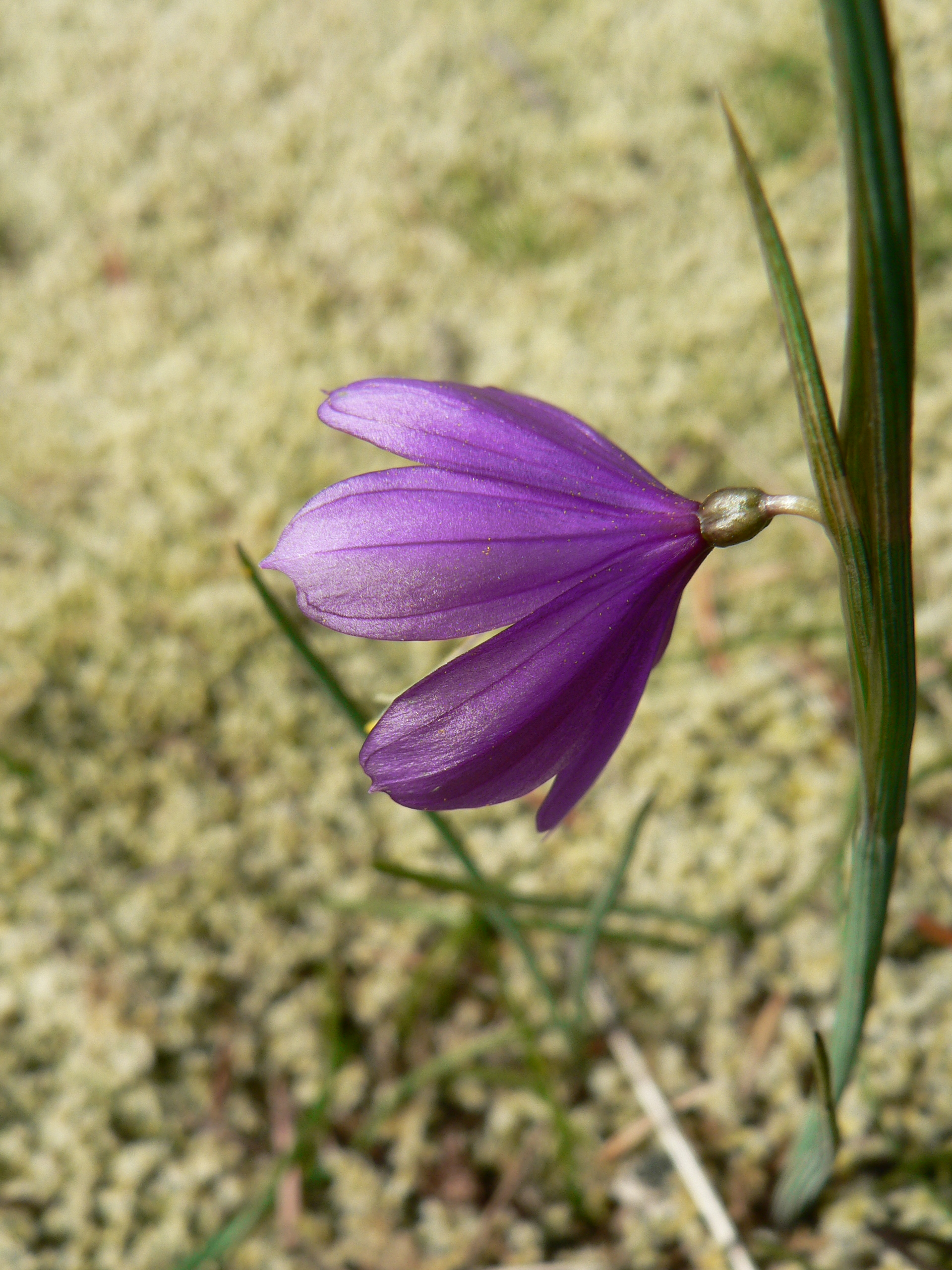
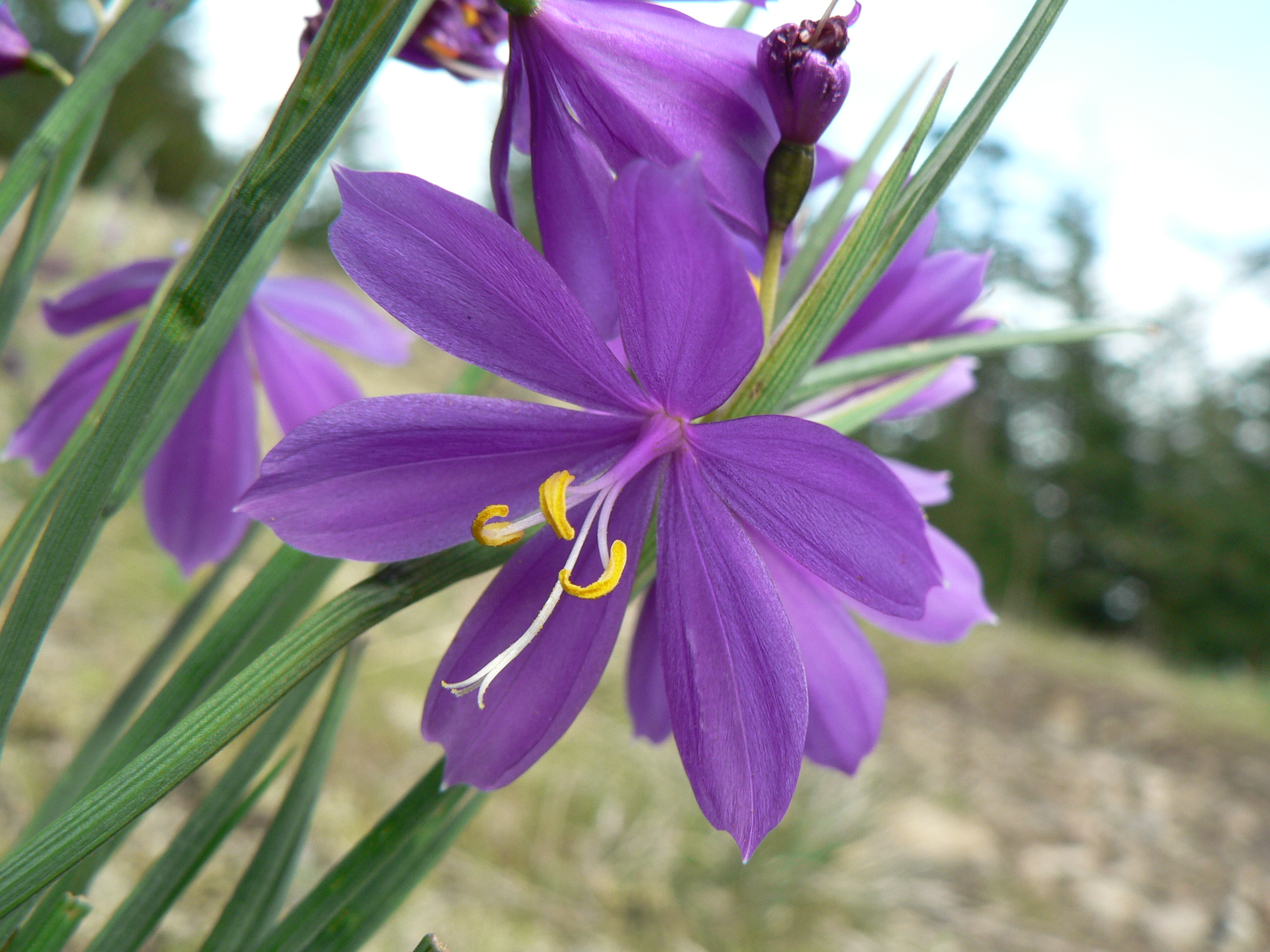
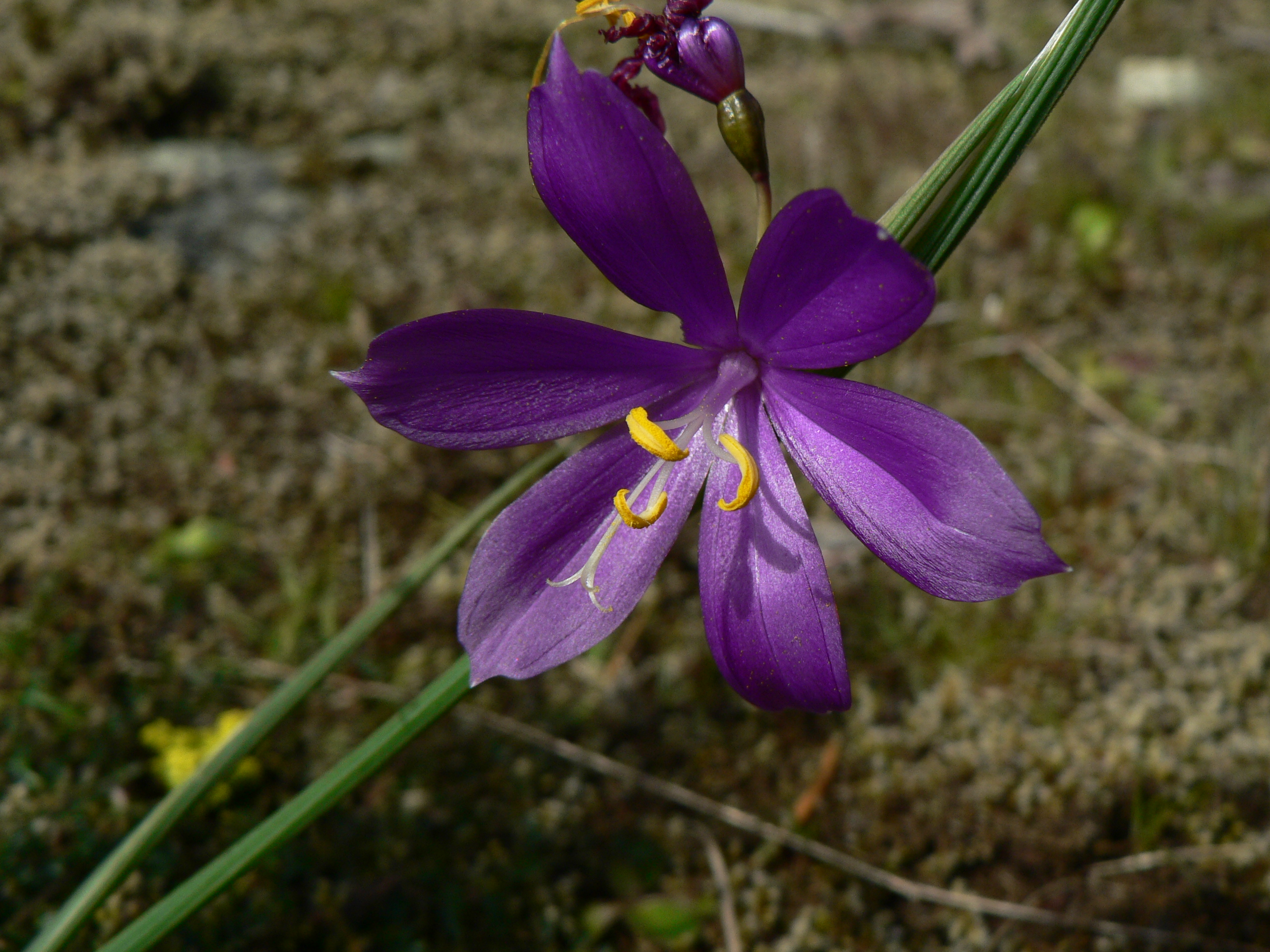
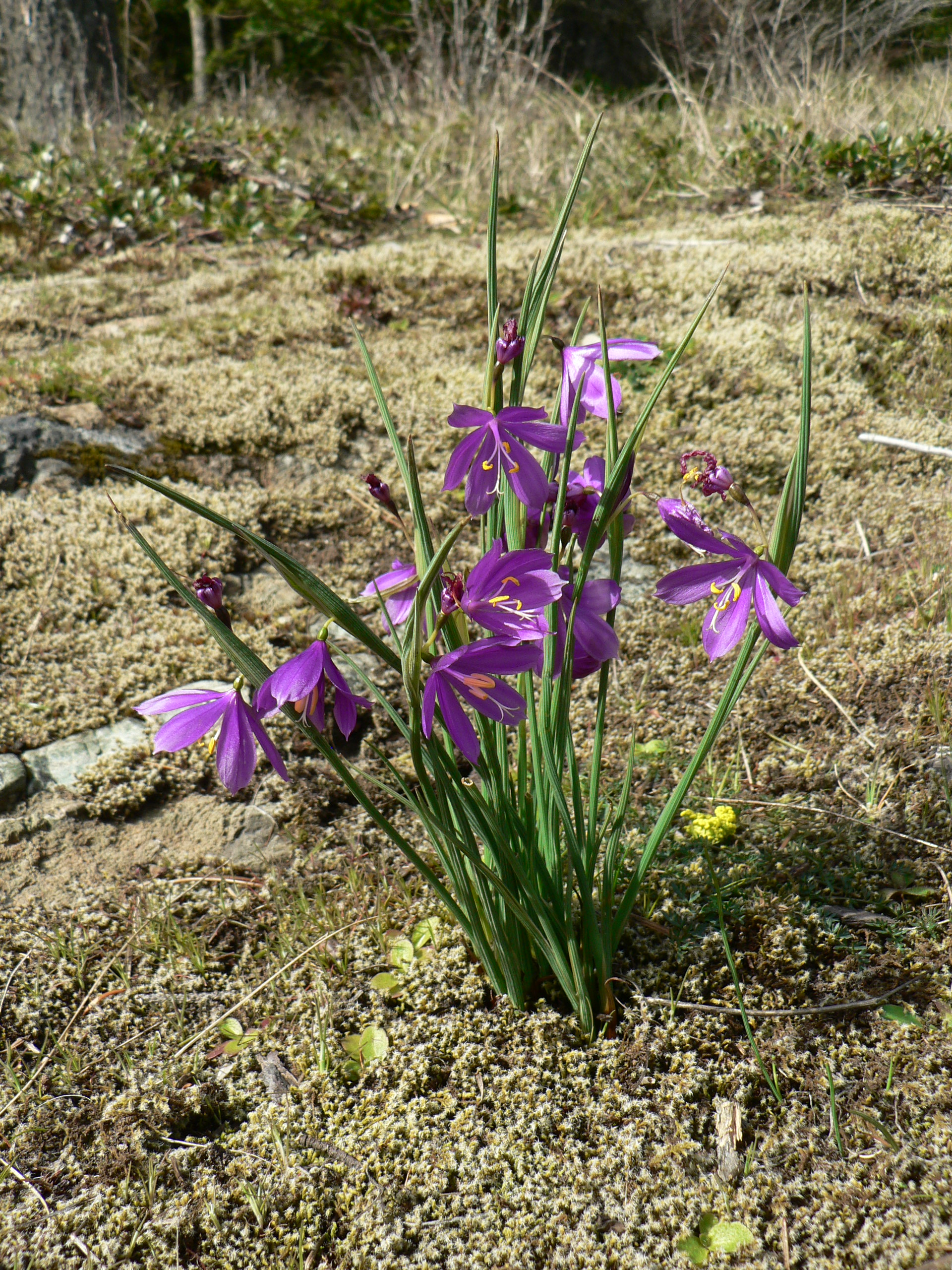